# Neo-Dada
Le Neo-Dada est un mouvement artistique contemporain qui présente des similitudes dans ses méthodes et ses intentions avec le mouvement Dada. Bien qu'il ait principalement les mêmes objectifs que ce dernier, le Néo-Dada « met l'accent sur la production de l'œuvre d'art plutôt que sur le concept généré par celle-ci ». Il a contribué à l'essor de Fluxus, du pop art et du nouveau réalisme.
Le terme a été popularisé par Barbara Rose dans les années 1960 et se réfère principalement, mais pas exclusivement, à un groupe d'œuvres d'art créées durant cette période et au cours de la décennie précédente.

## Artistes liés au mouvement
- Arlo Acton
- Genpei Akasegawa
- Joseph Beuys
- Jaap Blonk
- George Brecht
- John Chamberlain
- Jim Dine
- Jacques Halbert
- Dick Higgins
- Kommissar Hjuler
- Jasper Johns
- Allan Kaprow
- Yves Klein
- Alison Knowles
- George Maciunas
- Piero Manzoni
- Yoko Ono
- Nam June Paik
- Robert Rauschenberg
- Ushio Shinohara
- Wolf Vostell